# Рогодзьоб синьочеревий
Рогодзьоб синьочеревий (Calyptomena hosii) — вид горобцеподібних птахів родини смарагдорогодзьобових (Calyptomenidae).

## Назва
Вид названо та честь британського зоолога та адміністратора Сараваку Чарльза Гоуса (1863—1929).

## Поширення
Ендемік Калімантану. Поширений у гірських дощових лісах на висоті до 1600 м над рівнем моря.

## Опис
Птах завдовжки до 20 см, вагою до 115 г. Кремезний і пухкий на вигляд птах з великою головою, загостреними крилами, квадратним і коротким хвостом. Пір'я біля основи дзьоба утворює характерний пучок, з-під якого ледь видно короткий дзьоб. Оперення яскраво-зеленого забарвлення. Краї крил та хвоста, потилиця, основа шиї та дистальна частина деяких вторинних криючих крила чорного кольору. Горло, груди та черево блакитні. У самиць тьмяніше забарвлення та відсутні чорні ділянки та потилиці і шиї, але є чорна пляма між оком і дзьобом.

## Спосіб життя
Веде поодинокий спосіб життя. Живиться фруктами і ягодами, інколи комахами та їхніми личинками. Поживу шукає в кронах дерев. Про розмноження виду даних немає.